# You Got Style
Chansons représentant Israël au Concours Eurovision de la chanson
Strazdas
(1999) Happy You
(2002)
You Got Style (en français, Tu as du style) est la chanson représentant la Lituanie au Concours Eurovision de la chanson 2001. Elle est interprétée par le groupe Skamp.

## Chanson
La plupart des paroles sont écrites par Erica Quinn Jennings en anglais et chantées du point de vue d'une femme voyant un homme séduisant. Après le premier refrain, elle change d'avis, mais veut quand même le rencontrer. Après le deuxième couplet, un battement en lituanien de Viktoras Diawara décrit une situation similaire du point de vue d'un homme et exprime sa satisfaction d'avoir rencontré le femme en question dans une phrase multilingue, comprenant des mots allemands et français.

## Eurovision
Après un an d'absence, Lietuvos nacionalinis radijas ir televizija organise un concours et présente huit chansons dans une finale, une émission le 9 mars 2001. Le représentant de la Lituanie est choisi de la manière suivante : la moitié des points sont attribués par un jury de professionnels, un quart par les spectateurs dans la salle et un quart par un télévote. Après avoir annoncé les trois participants avec le plus de votes (pourcentages), You Got Style remporte le concours.
La chanson est la huitième de la soirée, suivant Listen To Your Heartbeat interprétée par Friends pour la Suède et précédant Too Much interprétée par Arnis Mednis pour la Lettonie.
Le groupe porte une variété inhabituelle de vêtements. Erika est vêtue d'un corsage blanc, avec une manche de couleur crème sur le bras gauche et le bras droit nu et un pantalon rouge. Viktoras porte uniquement du blanc et Vilius du noir, inspirés par la mode disco. Les trois choristes masculins portent des perruques afro rouges et bleue.
À la fin des votes, la chanson obtient 35 points et finit 13e des vingt-trois participants.

### Points attribués à la Lituanie
| 12 points             | 10 points              | 8 points | 7 points                        | 6 points                    |
| --------------------- | ---------------------- | -------- | ------------------------------- | --------------------------- |
|                       | - Russie               |          |                                 |                             |
| 5 points              | 4 points               | 3 points | 2 points                        | 1 point                     |
| - Lettonie - Pays-Bas | - Israël - Royaume-Uni |          | - Bosnie-Herzégovine - Slovénie | - Irlande - Islande - Suède |